# 中國中石控股
中國中石控股有限公司，簡稱中國中石控股，以及中國中石（英語：Yueshou Environmental Holdings Limited，港交所：1191），在1998年由余鴻創立，在2009年2月4日，由中富控股有限公司換取在香港交易所主板上市，前身為「粵首環保控股有限公司」。
當時業務在中國、菲律賓等地區經營廢物處理、生態林業等，而現時業務包括金融服務、基金投資及物業投資，總部位於香港德輔道中19號環球大廈21樓2102室。

## 連結
- Yueshou.hk
- Yueshou.com
- 1191hk.com（页面存档备份，存于）